# Saint-Martin-sur-Cojeul
Saint-Martin-sur-Cojeul ist eine französische Gemeinde mit 214 Einwohnern (Stand: 1. Januar 2022) im Département Pas-de-Calais in der Region Hauts-de-France. Die Gemeinde gehört zum Arrondissement Arras und zum Arras-3 (bis 2015: Kanton Croisilles). 

## Geographie
Saint-Martin-sur-Cojeul liegt etwa acht Kilometer südsüdöstlich des Stadtzentrums von Arras. Das Gemeindegebiet wird vom Fluss Cojeul durchquert. Umgeben wird Saint-Martin-sur-Cojeul von den Nachbargemeinden Neuville-Vitasse im Norden und Nordwesten, Wancourt im Norden, Héninel im Osten, Croisilles im Südosten sowie Hénin-sur-Cojeul im Süden und Westen.

## Bevölkerungsentwicklung
| Jahr                      | 1962 | 1968 | 1975 | 1982 | 1990 | 1999 | 2006 | 2013 |
| ------------------------- | ---- | ---- | ---- | ---- | ---- | ---- | ---- | ---- |
| Einwohner                 | 107  | 107  | 115  | 148  | 186  | 199  | 209  | 213  |
| Quelle: Cassini und INSEE |      |      |      |      |      |      |      |      |

## Sehenswürdigkeiten

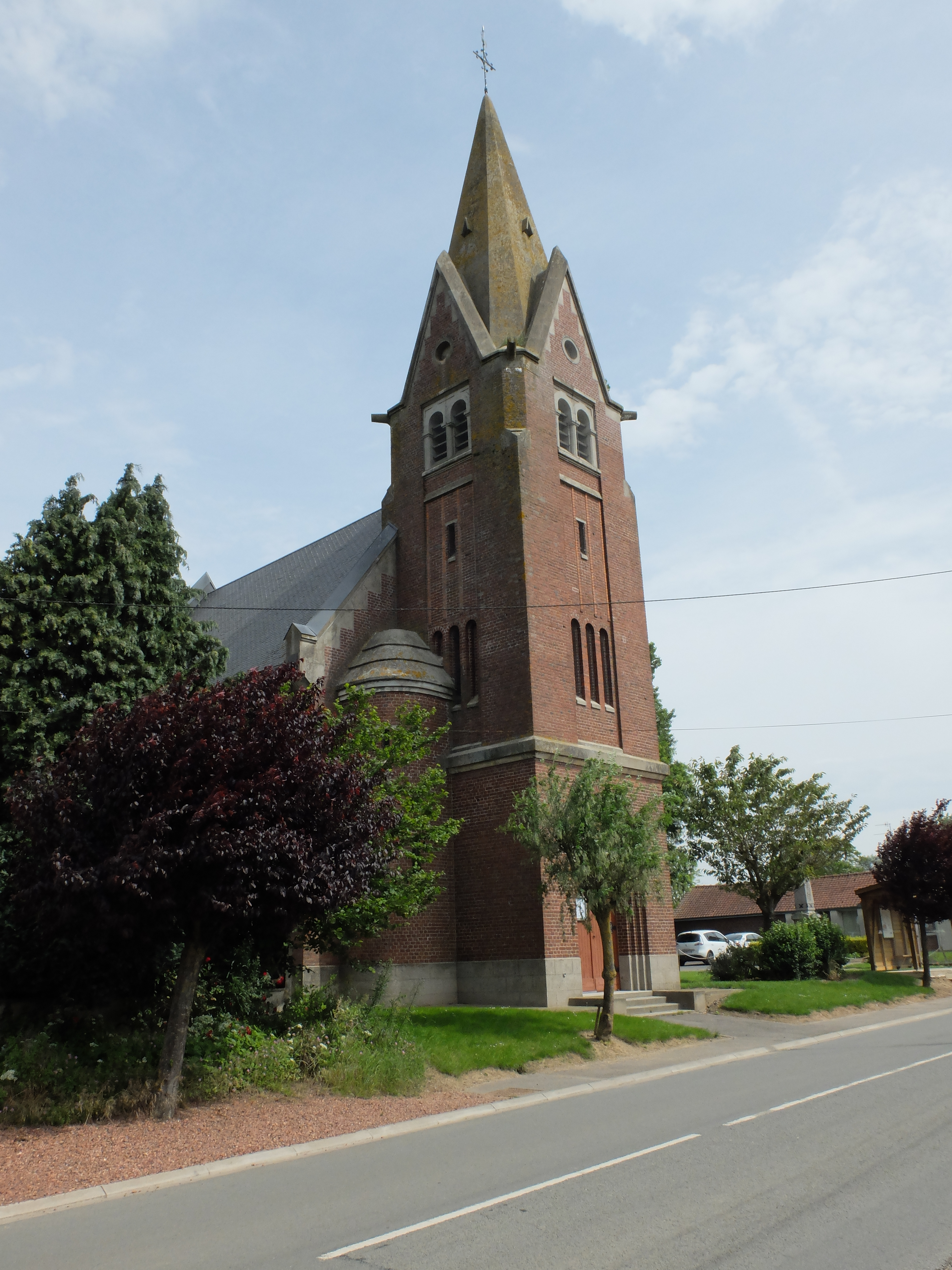
Kirche Saint-Martin

- Kirche Saint-Martin